# Stokesley
Stokesley är en stad och civil parish  i North Yorkshire i England. Orten hade 4 757 invånare 2011.
Byn nämndes i Domedagsboken (Domesday Book) år 1086, och kallades då Stocheslag/Stocheslage.